# Carlos Mejia
Carlos Mejia, d'origine Colombienne est un congacero, un bongocero et un percussionniste qui fera l'essentiel de sa carrière aux États-Unis. On le retrouve régulièrement au côté d'Eddie Cano pour insuffler et distiller des rythmiques afro-cubaines et latines-jazz dont il a le secret. Il a également fait partie du Latin All Stars de Buddy Collette en 1960.

## Biographie
Dès 1950, Carlos Mejia est recruté aux congas par l'orchestre de José Curbelo pour lequel il jouera pendant plusieurs années. Lorsque ce dernier dissout son orchestre, il rejoint le quartet d'Eddie Cano.
Carlos Mejia devient plus tard au fil des années le fidèle compagnon de route, de musique et d'enregistrement d'Eddie Cano dont il a très largement contribué à faire reconnaître la sonorité latin-jazz au travers de son jeu.
En 1960, il est recruté par le Latin All Stars de Buddy Collette, pour enregistrer  Jazz Heat - Bongo Beat, un album demeuré célèbre chez les amateurs de Latin jazz et paru chez (Crown Records).
Il aurait (sous réserve de validation) participé ou réalisé des arrangements de titres pour plusieurs formations.

## Style de musique
Mambo, Latin jazz, jazz afro-cubain, cha-cha-cha.

## Discographie

### Enregistrements au format microsillons 78 (et réédition CD)
Pour José Curbelo
- 1951 : ?
- 1951 : Jose Curbelo Live At The China Doll,Vol. 1 / CD enregistré au China Doll de New York -   José Curbelo et son orchestre[1]
- 1952 : ?
- 1953 : ?

### Enregistrements au Format LP 10' et 12' (25 cm et 33 cm)
Pour José Curbelo
Pour  Jack Costanzo
- 1958 : Latin Fever ∫ Liberty Records
- 1963 - Jack Costanzo & Eddie Cano : Costanzo, Cano & Bongos! [2]∫ GNP Crescendo Records / GNP 90 /GNPS 90
- 1963 - Jack Costanzo & Eddie Cano : Jack Costanzo Meets Eddie Cano [3]   ∫ GNP Crescendo Records / GNP 90 /GNPS 90

Pour Eddie Cano
- 1958 - Eddie Cano and His Sextet : Deep In A Drum[4] ∫ RCA Victor Records /  RCA LPM-1645
- 1958 - Eddie Cano and His Orchestra : Time For Cha Cha Cha ∫ RCA Victor Records / RCA Victor LPM-1672
- 1959 - Eddie Cano Quintet : Cha Cha Cha Con Cano ∫ United Artists Records / United Artists UAL-3024 (Mono) & UAS-6024 (Stéréo)
- 1959 - Latin Discotheque[5] ∫ Sears Records / SEARS SP414M (Série Cosmic Stereo)
- 1961 - Eddie Cano at P.J.'s[6],[7] ∫ Reprise Records / Reprise 6030
- 1961 - Here Is The Fabulous Eddie Cano ∫ Reprise Records / Reprise 6055
- 1961 - Cano Plays Mancini ∫ Reprise Records / Reprise 6068[8]
- 1962 - Mucho piano!   ∫ GNP Crescendo Records / GNP 66
- 1962 - A Taste Of Cano  ∫ GNP Crescendo Records / GNP 77/GNPS 77[9]
- 1963 - Eddie Cano Quartet : Danke Schoen ∫ Reprise Records / Reprise 6105
- 1964 - Broadway right now ∫ Reprise Records / Reprise 6124
- 1965 - The Sound of Music and The Sound Of Cano (Live) ∫ Reprise Records / Reprise RS-6145
- 1966 - The Eddie Cano Quartet & The Saxophone Artistry of Nino Tempo :  Eddie Cano & Nino Tempo On Broadway[10] ∫ Atlantic Records / ATCO 33-184
- 1967 - Eddie Cano & His Quintet : 1967 Brought Back Live From P.J.'s ∫ Dunhill Records / Dunhill DS-50018 et RCA Victor Records / RCA Victor LPVS-7627

### Enregistrements de sessions
Pour Fred Katz
- 1958 : Folk Songs for Far Out Folk ∫ Warner Bros. Records /  Warner Bros WS-1277[11]

Pour l'orchestre Latin All Stars & Buddy Collette
- 1960 - Jazz Heat Bongo Beat[12] ∫ Crown Records / Crown CLP 5159 (Mono) & CST 187 (stereo)

Pour Peggy Lee
- 1960 : Olé Ala Lee! [EPs] (Réédition : The Olé Ala Lee! Album Sessions) ∫ GNP Capitol Records

Pour Dean Martin
- 1962 : Cha Cha de Amor (en) ∫ Capitol Records

### Compilations
- 2001 : Saoco! Masters of Afro-Cuban Jazz : 1 titre de 1966 His Groove d'Eddie Cano avec Nino Tempo.
- 2006 : MAMBO Big Bands 1946-1957  ∫ CD Frémeaux et associés